# Hippotragus leucophaeus
El hipótrago azul o antílope azul de El Cabo (Hippotragus leucophaeus) es una especie extinta de mamífero artiodáctilo de la familia Bovidae. Era originario de la región de El Cabo  (Sudáfrica) y se encuentra extinta desde poco tiempo después de su descubrimiento en el siglo XVIII a causa de la caza excesiva y de la competencia con el ganado lanar. El último ejemplar conocido fue cazado en 1799 o 1800. Pese a ser conocido vulgarmente como antílope azul, no parece, por los pocos restos momificados que se conservan de la especie, que tuviese alguna mancha o color en la capa que recuerde al color azul y que fundamente su nombre, sino que por el contrario, presentaba una capa de un color pardo homogéneo. De todas formas su descripción taxonómica tampoco es del todo fiable al no conservarse muchos restos completos y descripciones precisas, todos ellos repartidos en diferentes museos de ciencias naturales por Europa Occidental y Sudáfrica.
Al parecer nunca fue muy abundante al tratarse de una especie endémica cuya área de distribución quedó restringida tras la última glaciación. También era la especie más pequeña de su género, con una talla máxima poco superior a 1.10 m y unos 160 kg como máximo, siendo la única que no presenta máscara facial y que solo los machos poseían cuernos pero sin la característica crin sobre el cuello. Sus hábitos resultaban similares a los del resto de los miembros del género moviéndose en pequeñas manadas, aunque su alimentación era más escrupulosa y no podía prescindir del agua de la misma forma que sus parientes más desertícolas.
El ejemplar «tipo» se halla conservado en la colección del Real Museo de Historia Natural de Leiden (Países Bajos).